# Cable Bay
Rotokura / Cable Bay  est une baie et un petit village situé à 18 km au nord-est de la ville de Nelson dans l’Île du Sud de la Nouvelle-Zélande.

## Situation
Le village au bout de la baie est à l’extrémité sud d’une petite avancée de terre et d’une chaussée, qui le relie à l'Île Pepin.
La baie elle-même est large de 600 m, faisant face au nord-ouest dans la Baie de Tasman.
Elle siège juste au nord de Horoirangi Marine Reserve (en), entre l’île Pepin et la terre principale.
Elle fournit une barrière de protection naturelle à partir de la mer pour l’estuaire proche de la ville de Wakapuaka.

## Toponymie
La localité, en général, est connue sous le nom de Wakapuaka.
Le nom de Cable Bay provient du premier câble de liaison sous-marin de la Nouvelle-Zélande en direction de l’Australie, qui fut mis en fonction le 21 février 1876.

## Histoire
Il existe des évidences de l’utilisation de la zone située autour de Cable Bay par les Māori aux environs de l’année 1150 pour pécher et y camper.
Il y a aussi un pā sur l’ île Pepin près de l’extrémité de la chaussée, qui relie l’île à la terre principale.
Les deux, à la fois le pā et la baie étaient connus sous le nom de «Rotokura».
Les colons Européens dénommèrent la baie Schroders Mistake' à la suite d'un incident survenu en avril 1843.
Un canot appartenant à Schroder, un marchand de Nelson fut pris pour une exploration menée par John Barnicoat (en) vers la région de Marlborough, mais il s’échoua sur la barre de sable.
Le câble de télégraphe international mis en place en  1876 à ce niveau permit d’établir une connexion avec le réseau international vers l’ensemble du monde via Sydney.
Le cable atteignait le rivage au niveau d’un bâtiment en bois, continuant à travers un « un câble surmonté de cèdre » : un passage en pierres cimentées et finalement un souterrain passant sous la maison du câble.
À partir de la station du câble, les messages étaient envoyés vers la ville de Nelson via une ligne de télégraphe.
Ce nouveau service signifiait que la possibilité d’une communication vers l’Europe ne prenait plus que 4 jours au lieu de 6 mois pour les lettres.
Avec une population d’environ 30 personnes la station du câble formait un village autonome.
Les bureaux de la compagnie et les zones de repos furent démolis en 1914.
La station du câble resta en fonction jusqu’en 1917, quand le câble fut déplacé vers Titahi Bay près de Wellington du fait de l’augmentation de l’importance économique de l’Île du Nord.
Le nom de la place changea en «Cable Bay» en 1926
En mars 2001, Telecom installa un système de câble de 200 km de long sous-marin entre Cable Bay et Hokio Beach près de  Levin.
Le câble a un toron de 24 fibres-optiques sans répétiteur intermédiaire et fournit la possibilité de communications par câble entre l’île du Sud et l’île du Nord, qui est physiquement différent des câbles de communications existant à travers le Détroit de Cook.
Les stations terminales sont localisées à  Nelson et à  Levin.
En août 2014, le nom de la baie devint officiellement «Rotokura / Cable Bay»  à la suite du traitement des plaintes et installations faisant suite au traité de Waitangi (en) établis entre la Couronne et les Ngāti Tama ki Te Tau Ihu (en).

## Loisirs

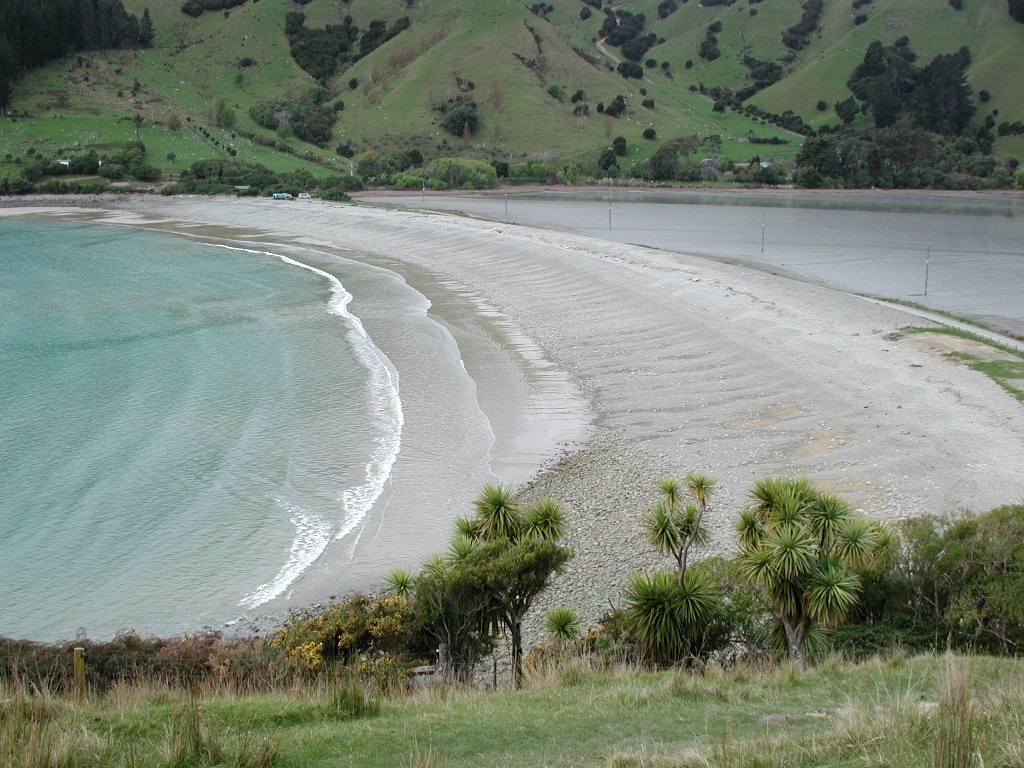
Rotokura / Cable Bay

La plage abritée de Cable Bay a des secteurs sablonneux mais est principalement une plage de galets.
Une fine connexion de terre vers l’île Pepin formant la crête de la plage est le résultat de la combinaison rare de courants violents et des roches présentes à ce niveau.
Le secteur est une partie de la “Cable Bay Recreation Reserve”, gérée par le Ministère de la Conservation.
Il offre des parkings larges, des toilettes, et des tables de pique-nique, mais pas d’installation pour y mettre les déchets.
Le séjour de nuit n’est pas autorisé dans la réserve.
La réserve marine adjacente offre des possibilités de loisirs tels-que la pratique du kayak et la plongée en tuba.
Il y a aussi des promenades en kayak de mer allant de la demi-journée à la journée autour de l'Île Pepin et la zone dépendant de «Cable Bay».
La randonnée de 3 heures de “Cable Bay Walkway” conduit à travers les terres agricoles au sud de Glenduan, offrant une vue sur la côte du côté de Boulder Bank (en).
Le sentier est un chemin de randonnées (en) et traverse des terrains privés formés de fermes.
Il est fermé pendant la saison de l’agnelage au printemps et les chiens ne sont pas admis.
En remontant la route à partir de la plage de Cable Bay, on trouve le café de “Cable Bay Café”, qui est un des plus anciens cafés de la région de Nelson, ouvert initialement en tant que salon de thé en 1920.